# アヴィア B-35
アヴィア B-35
アヴィア B-35
- 用途：戦闘機
- 設計者：František Novotný
- 製造者：アヴィア・モータース
- 初飛行：1938年9月28日
- 生産数：3機

アヴィア B-35（Avia B-35、ドイツ航空省による名称（en）：Av-35）は、第二次世界大戦直前にチェコスロバキアで製造された戦闘機である。本機はB-534複葉戦闘機を代替する機体を求める1935年のチェコスロバキア空軍による要求に応じて設計された。
B.35は楕円翼を持つ低翼単葉の流麗な機体であった。コックピットより前方の胴体は溶接鋼管に金属張り、機体後部は羽布張りである一方で主翼は全木製であった。かなり時代錯誤なことであったが引き込み式の降着装置は簡単には実現不可能であったことから開発が迅速に進むことを期待して空軍はこの機体に尾輪式の固定降着装置を指定してきた。

## 開発

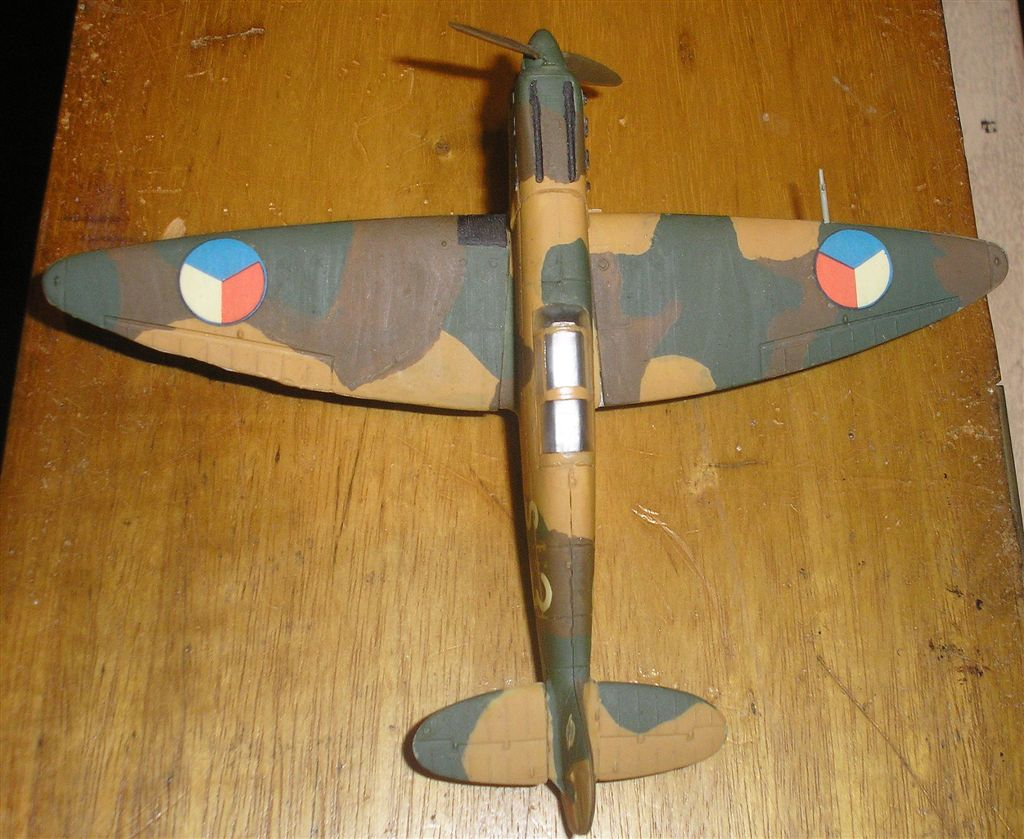
オリジナルの楕円翼を持つB-35の模型

試作初号機のB-35/1は、イスパノ・スイザ 12Ydrsエンジンを搭載して優れた飛行特性と速度を発揮した。このエンジンは後に同出力の12Ycrsに換装されたが、シリンダーバンクの間を通してプロペラハブから発射されるモーターカノンを搭載することが意図されていた。テストは墜落によりアヴィア社のテストパイロット Arnošt Kavalecが死亡した1938年11月22日まで続けられた。とはいえ試作2号機のB-35/2は既にほぼ完成しており、これには再設計された補助翼とフラップが取り付けられていた。この機体は12月30日に初飛行を行い、1939年2月に本格的なテストが始められた。10機の前量産型が発注されたが、これらが生産される前の3月にドイツによるチェコスロバキアの併合が行われた。
ドイツの統制下で開発作業は再開されて改良型のB-35/3が1939年8月に飛行した。楕円翼の主翼前縁は直線に修正され、外側に引き込まれる方式の主脚が取り付けられた。当初予定されていた武装を備えた最初の機体であったこの試作機はドイツのマーキングと登録記号D-IPBBをつけてブリュセルで開催された航空ショー（Salon de l'Aéronautique）に展示された。そこで十分な興味を集めたことで改良型のB-135が開発されることになった。

## 派生型
- B-35/1: 試作初号機
- B-35/2: 試作2号機
- B-35/3: 試作3号機

## 要目 (B-35/1)
諸元
- 乗員: 1
- 全長: 8.50 m （27 ft 11 in）
- 全高: 2.60 m （8 ft 6 in）
- 翼幅: 10.85 m（35 ft 7 in）
- 翼面積: 17 m2 （183 ft2）
- 空虚重量: 1,690 kg （3,726 lb）
- 運用時重量: 2,200 kg （4,850 lb）
- 有効搭載量: kg （lb）
- 最大離陸重量: kg （lb）
- 動力: イスパノ・スイザ 12Y 液冷 V型12気筒エンジン、640 kW （860 hp）   × 1

性能
- 超過禁止速度: km/h （kt）
- 最大速度: 495 km/h （kn） 308 mph
- 巡航速度: km/h （kn） mph
- 失速速度: km/h （kt）
- フェリー飛行時航続距離: km （海里）
- 航続距離: 500 km （nmi） 311 mi
- 実用上昇限度: m （ft）
- 上昇率: 13.0 m/s （2,560 ft/min）
- 離陸滑走距離: m （ft）
- 着陸滑走距離: m （ft）
- 翼面荷重: kg/m2 （lb/ft2）
- 馬力荷重（プロペラ）: kW/kg （hp/lb）